# Zion Train
Zion Train est un sound system anglais, pionnier de la scène dub britannique, formé en 1990 par les trois membres David Tench (production), Neil Perch (mixing live et production) et Collin Cod (melodica et production). Le trio de base, ensuite rejoint par des membres supplémentaires, distille depuis quinze ans un Dub aux influences variées, qui vont des standards originaux comme King Tubby à la Dance. L'originalité de la musique de Zion Train vient de ce mélange des influences, récentes et plus anciennes, qui entraine des sonorités tout à fait hétéroclites, allant des sons analogiques vintage aux techniques de pointe en matière d'équipement audio en passant par les cuivres traditionnels.
En parallèle, les différents membres du sound ont créé des groupes tels qu'Abassi All Stars (Neil Perch, MC Dubdadda, Forkbear, Earl 16…) et Love Grocer.

## Discographie
- A Passage to Indica 1992
- Natural Wonders of the World in Dub 1994
- Siren (1994)
- Homegrown Fantasy (1995)
- Grow Together (1996)
- Love Revolutionaries (2000)
- Secrets of the Animal Kingdom in Dub (2000)
- Original Sounds of the Zion (2002)
- Original Sounds of the Zion Remixed (2004) (avec la participation de Rob Smith)
- Live as One (2007)
- Dub Revolutionaries: the Very Best of Zion Train (2011) (compilation)
- State of Mind (2011)